# Église Saint-Martin de La Meurdraquière
Pour les articles homonymes, voir Église Saint-Martin.
L'église Saint-Martin de La Meurdraquière est un édifice catholique, de la fin du XIIIe siècle, qui se dresse sur le territoire de la commune française de La Meurdraquière, dans le département de la Manche, en région Normandie.
L'église est inscrite aux monuments historiques

## Localisation
L'église Saint-Martin est située sur la commune de La Meurdraquière, dans le département français de la Manche.

## Description
L'église de style gothique date de la fin du XIIIe siècle et la tour octogonale du XVe siècle.

## Protection aux monuments historiques
L'église est inscrite au titre des monuments historiques par arrêté du 24 août 2005.

## Mobilier
L'église abrite diverses pièces classées au titre objet aux monuments historiques dont des fonts baptismaux (XVIe siècle), une chaire à prêcher (XVIIIe siècle), un maître-autel et tabernacle (XVIIIe siècle).